# Jason Read
Jason Read (Flemington, 24 de diciembre de 1977) es un deportista estadounidense que compitió en remo.
Participó en los Juegos Olímpicos de Atenas 2004, obteniendo una medalla de oro en la prueba de ocho con timonel. Ganó una medalla de plata en el Campeonato Mundial de Remo de 2003, en la misma prueba.

## Palmarés internacional
| Juegos Olímpicos   | Juegos Olímpicos | Juegos Olímpicos | Juegos Olímpicos |
| Año                | Lugar            | Medalla          | Prueba           |
| ------------------ | ---------------- | ---------------- | ---------------- |
| 2004               | Atenas (Grecia)  | Medalla de oro   | Ocho con timonel |
| Campeonato Mundial |                  |                  |                  |
| Año                | Lugar            | Medalla          | Prueba           |
| 2003               | Milán (Italia)   | Medalla de plata | Ocho con timonel |